# August Ferdinand Möbius
Pour les articles homonymes, voir Moebius.
August Ferdinand Möbius (/aʊ̯ˈɡʊst ˈfɛʁdinant ˈmøːbi̯ʊs/), né le 17 novembre 1790 à la Schulpforta, électorat de Saxe, Saint-Empire et mort le 26 septembre 1868 à Leipzig, fut un mathématicien et astronome théoricien à l'université de Leipzig.

## Biographie
Fils unique de Johann Heinrich Möbius, professeur de danse à la Schulpforta, le jeune August Ferdinand naît dans le village. Trois ans plus tard son père meurt, il est alors élevé par sa mère, descendante de Martin Luther, qui s'occupe directement de son éducation jusqu'à ce qu'il ait atteint l'âge de 13 ans, avant d'entrer lui-même à Schulpforta. Puis dès 1809 il étudie les mathématiques et l'astronomie, successivement dans les universités de Leipzig, Göttingen (il y eut Carl Friedrich Gauss comme professeur) et Halle.
Il est principalement connu pour sa découverte du ruban de Möbius, une surface non orientable à deux dimensions avec seulement une face quand elle est plongée dans un espace euclidien à trois dimensions. Elle fut découverte indépendamment par Johann Benedict Listing à peu près à la même époque. 
Möbius introduisit les coordonnées homogènes en géométrie projective. Les transformations de Möbius, importantes en géométrie projective, ne doivent pas être confondues avec la transformée de la théorie des nombres qui porte aussi son nom. L'importante fonction μ(n) et la formule d'inversion de Möbius font partie de ses apports en théorie des nombres. 

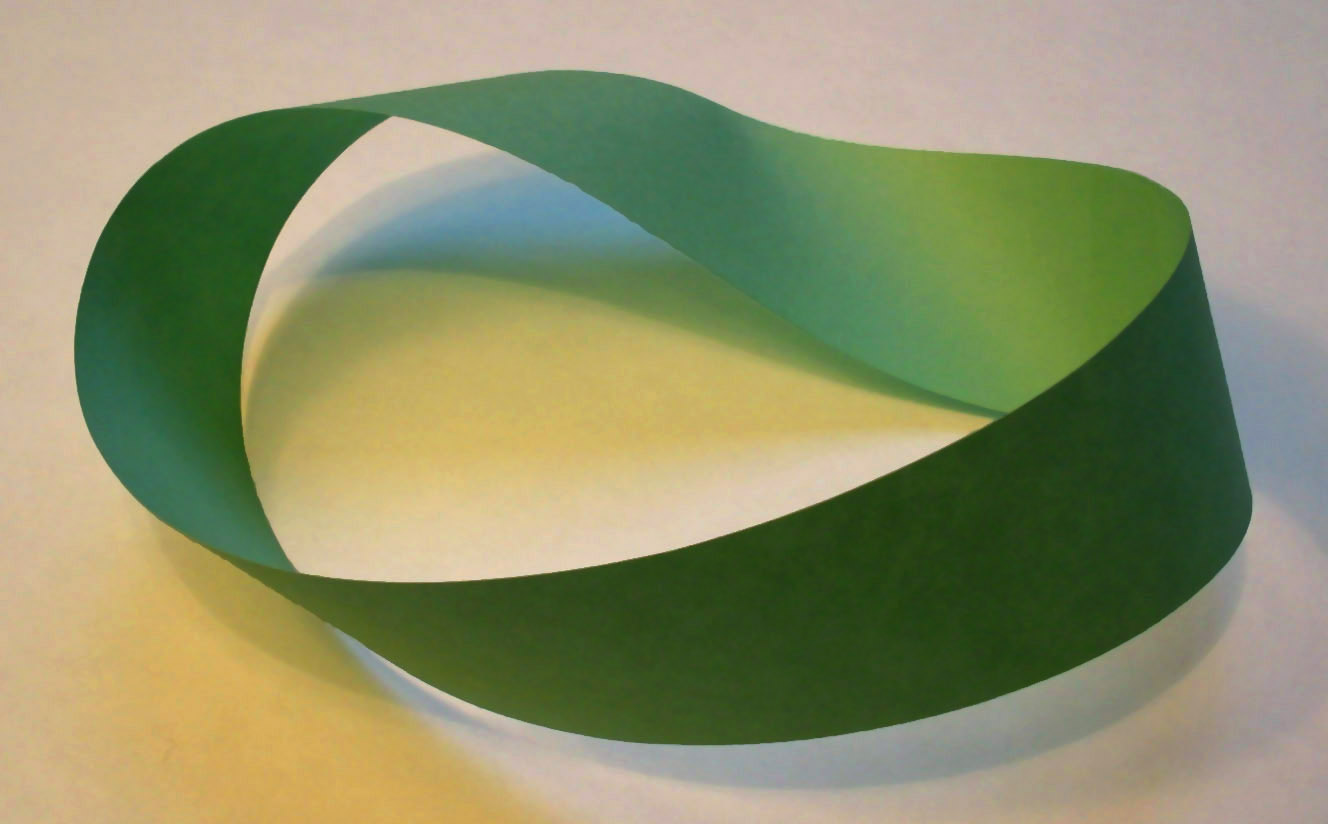
Ruban de Möbius (réalisation à partir d'une bande de papier)
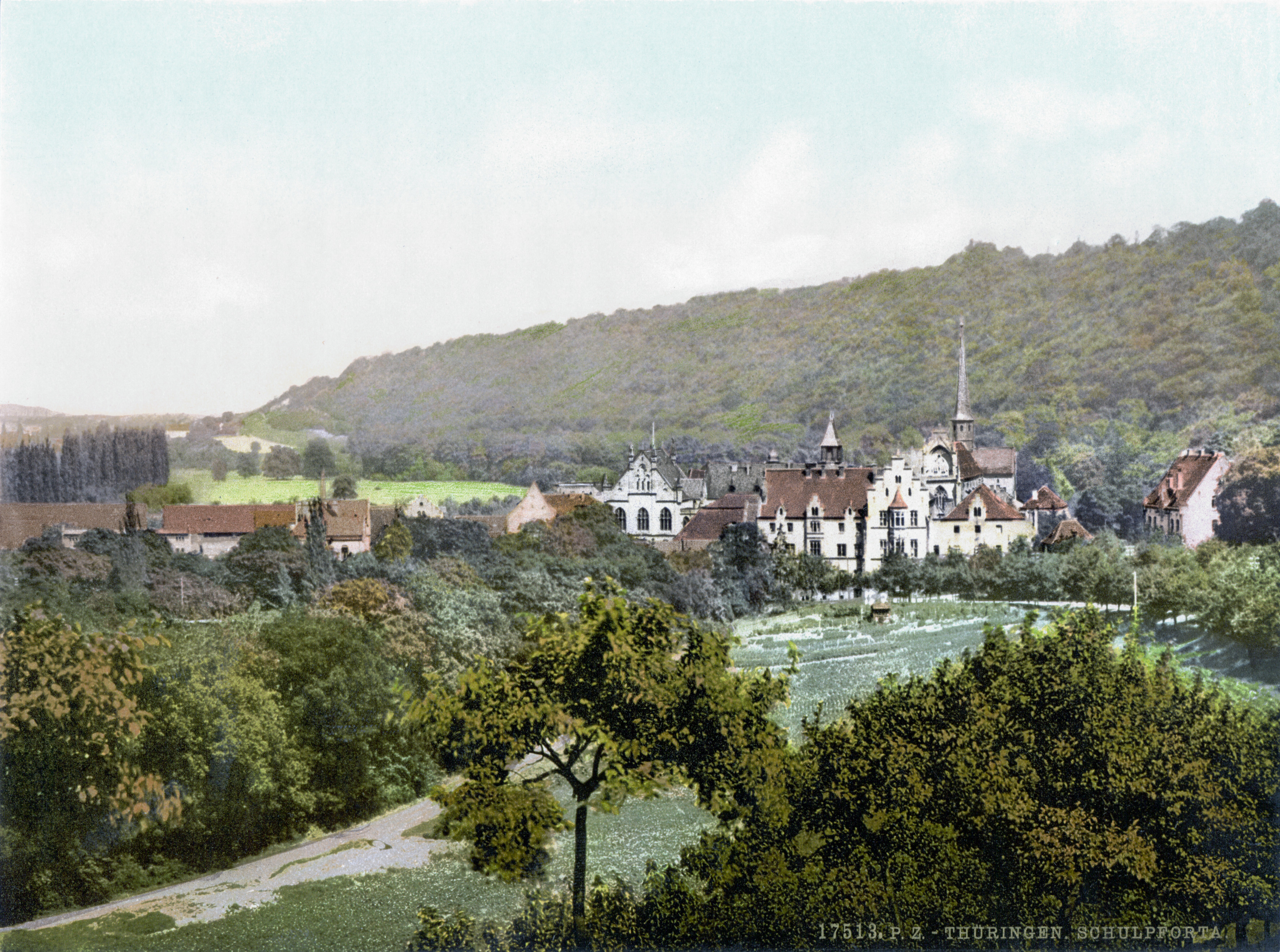
Schulpforta, la ville natale de Möbius, en 1900

Ruban de Möbius animé

La sculptrice norvégienne Aase Texmon Rygh est connue pour ses Möbius - sculptures, des œuvres en bronze matérialisant le principes du ruban de Möbius.

## Ouvrages
- Der barycentrische Calcül : ein neues Hilfsmittel zur analytischen Behandlung der Geometrie, Leipzig (1827)
- Lehrbuch der Statik, 2 vol., Leipzig (1837)
- Die Elemente der Mechanik des Himmels, Leipzig (1843)

## Référence
1. ↑  Prononciation en allemand standard retranscrite phonémiquement selon la norme API.
2. ↑  (en) John J. O'Connor et Edmund F. Robertson, « August Ferdinand Möbius », sur MacTutor, université de St Andrews.